# 대한민국 민사소송법 제267조
대한민국 민사소송법 제267조는 소취하의 효과의 반환범위에 대한 민사소송법조문이다.

## 조문
제267조(소취하의 효과) (1) 취하된 부분에 대하여는 소가 처음부터 계속되지 아니한 것으로 본다.
(2) 본안에 대한 종국판결이 있은 뒤에 소를 취하한 사람은 같은 소를 제기하지 못한다.